# إدوارد ويلان (محامي)
إدوارد ويلان (بالإنجليزية: M. Edward Whelan III)‏ هو محامي أمريكي، ولد في 26 يوليو 1960 في لوس أنجلوس في الولايات المتحدة.

## وصلات خارجية
- إدوارد ويلان على موقع إن إن دي بي (الإنجليزية)